# Peñascosa
Peñascosa es un municipio español situado al sureste de la península ibérica, en la provincia de Albacete, dentro de la comunidad autónoma de Castilla-La Mancha. Se encuentra situado en la sierra de Alcaraz, a 33 km de la capital provincial. Su término municipal cuenta con una población de 328 habitantes (INE 2024).
Tiene como pedanías dependientes de su ayuntamiento a Zorío, Cerroblanco, Pesebre, Cañada Seca, Arteaga de Arriba, Arteaga de Abajo, Fuenlabrada y Burrueco, así como otros pequeños núcleos como Carboneras, Cencerro, El Vidrio o Batanes.

## Geografía
- Altitud: la localidad está a 1169 m s. n. m. (torre de la iglesia). Es el municipio de la provincia de Albacete con su núcleo principal a mayor altitud.
- Extensión: 189,26 km².
- Posición: 38°40′16″N 2°24′39″O / 38.67111, -2.41083 (torre de la iglesia).
- Ríos: Arquillo, Cortes y Montemayor.
- Límites: Robledo, Masegoso, Casas de Lázaro, Alcadozo, Bogarra, Ayna, Paterna del Madera y Alcaraz.
- Clima: mediterráneo continentalizado típico de la Meseta. Las temperaturas son bajas en invierno, son frecuentes las heladas nocturnas y las nieves. El verano es muy seco, con temperaturas que pueden superar los 30 °C durante el día en el mes de julio. A partir de la segunda quincena de agosto suelen descender considerablemente las temperaturas.

## Geografía humana

### Demografía
Cuenta con una población de 328 habitantes (INE 2024).
| Gráfica de evolución demográfica de Peñascosa entre 1857 y 2021 |
| |
| Población de derecho según los censos de población del INE Población de hecho según los censos de población del INEEntre el censo de 1857 y el anterior, aparece este municipio porque se segrega del municipio 02008 (Alcaraz) |

### Economía
La mayoría de los habitantes de Peñascosa son jubilados, debido especialmente a la emigración producida en las décadas de 1960 y 1970 a otras regiones y países, especialmente Albacete, Madrid, Comunidad Valenciana, Cataluña, Reino Unido, Francia y Alemania. Los habitantes en edad laboral se dedican a tareas de construcción, cuidado y vigilancia de montes y fincas, servicios municipales, ganadería, agricultura (hortalizas, árboles madereros, cereales), comercio, restauración y carpintería metálica.

### Comunicaciones
Peñascosa se encuentra en el km 40 de la carretera provincial AB-519 (antigua CV-A-1) (Balazote-San Pedro-Casas de Lázaro-Masegoso-Peñascosa-Santuario de Cortes-Alcaraz), a 11 km de Alcaraz. A 1 km en dirección a Masegoso se encuentra la carretera a Bogarra y Paterna del Madera, localidades situadas a 27 km de Peñascosa y a las pedanías de Arteaga de Arriba, Fuenlabrada y Burrueco. Una pista asfaltada conecta Peñascosa con las pedanías de Zorío (a 2,5 km) y Cerroblanco (a 5 km). La pedanía de Pesebre se encuentra a 5 km en dirección a Balazote.
Se puede llegar a Peñascosa desde la N-322 siguiendo la indicación a Peñascosa y al Santuario de Cortes, a 3 km al NE de Alcaraz.
Existe un servicio de autobuses que comunica la localidad con Albacete y Alcaraz una vez al día los días laborables.
La localidad dispone también de una pista de aviación.

## Servicios públicos
Existe un centro médico con un horario limitado. El centro médico de Alcaraz y el Hospital General Universitario de Albacete cubren las urgencias médicas.
Existen una piscina que se abre en verano (julio-agosto) con polideportivo no cubierto, una casa de la cultura en la cual se organizan verbenas y fiestas y una biblioteca en la parte de arriba del Ayuntamiento con internet.
A unos 6 km al sur de Peñascosa, en plena sierra, se encuentra el campamento del Mal Paso, y a unos 9 km el de la Fuente de la Peña. Ambos campamentos disponen de refugios, cocinas, comedores, fuentes, duchas, lavabos y columpios.

### Educación
El colegio público Pino del Roble atiende las necesidades educativas de la enseñanza primaria (hasta los 12 años). Los alumnos de secundaria y bachillerato han de trasladarse a la vecina localidad de Alcaraz.

## Patrimonio
Cuando Peñascosa llegó a independizarse de Alcaraz en 1851, tan solo contaba con una pequeña ermita, propiedad particular de la familia Flores. El culto que en ocasiones se celebraba en esta capilla privada no estaba vetado a los habitantes de Peñascosa, por lo que al tener cubiertas las necesidades básicas religiosas irían posponiendo en el tiempo la idea de construir una iglesia para el pueblo.
Fue a finales del siglo XIX cuando se tomó la iniciativa de construir la iglesia. Por aquel entonces el lugar que ocupa hoy en día se consideraba el idóneo para su ubicación, pero tenía el inconveniente de pertenecer a varios propietarios de las eras para trillar las mieses. Para solucionar el problema intercedió Valentín Flores Navarro, que propuso a los propietarios de las eras hacer un intercambio de estas por otras de su propiedad. Cuando pasaron los terrenos a pertenecer a su nuevo dueño, este los donó al pueblo a condición de que se construyese en ellos un edificio religioso.
Las obras de la nueva parroquia fueron financiadas a través de las colectas que aportaron los lugareños y, por otro lado, la imaginería religiosa y los objetos litúrgicos y ornamentales fueron donaciones de personas particulares en la mayoría de los casos. Uno de los obsequios más importantes fueron las campanas, en ellas se conserva una inscripción grabada donde aparece el nombre de la familia donante y la fecha que coincide con la financiación del edificio: Construidas a expensas de los señores Flores en el año 1886.

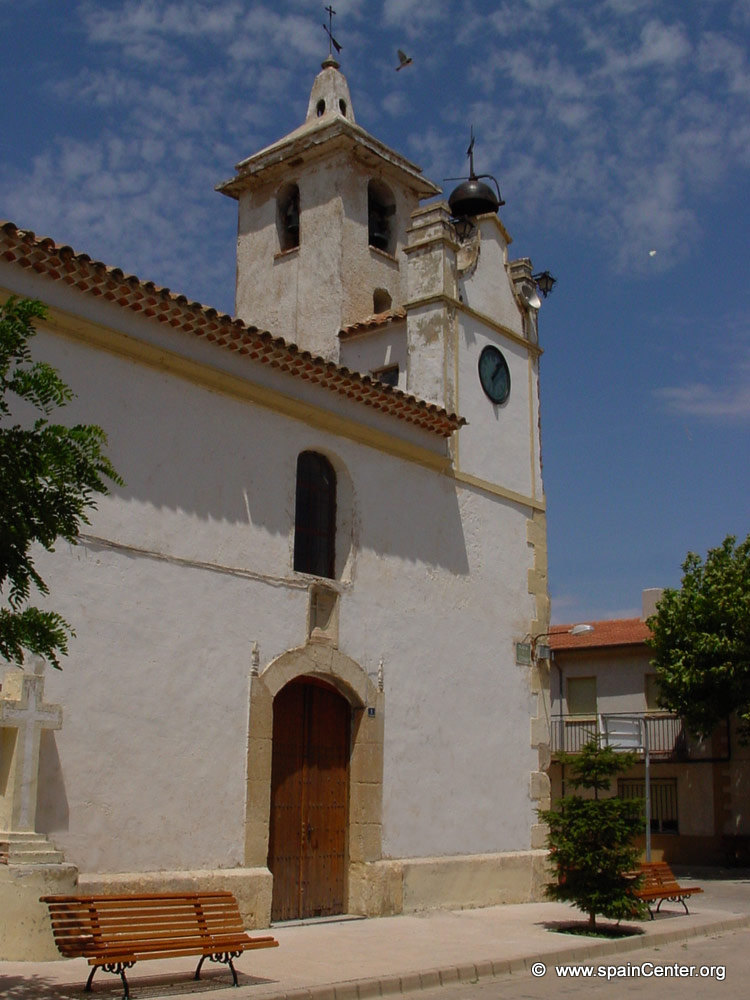
Iglesia parroquial de San Miguel Arcángel de Peñascosa.

En la fachada de esta sencilla edificación rural se utilizó el mampuesto como material, con piedras extraídas del paraje del Molar en el término de Peñascosa. Las esquinas quedan rematadas con sillares que, al ser piedras de buena calidad y labradas en sección rectangular ofrecen refuerzo a la construcción a la vez que sirven de ornamentación al edificio. Su portada, queda flanqueada por sillares regulares que sostienen un arco escarzano rebajado, sobre cuyos extremos se alzan unos pequeños pináculos a modo decorativo que flanquean una hornacina donde se alberga una cruz apuntada. Adosada a la fachada se encuentra la gran cruz del calvario que descansa sobre una grada que recuerda A los Caídos por Dios y por España. Dos ventanales abocetados permiten pasar la luz al interior del edificio y sobre ellos se sitúa una moldura corrida, de talón o cima reversa que hace la función de ornamento.
La antigua torre de la iglesia, debido al mal estado en que se encontraba se hundió en 1938, el día en que se conmemoraría Jueves Santo de no haber sido en tiempos de la Guerra Civil. Desde este momento hasta que la torre actual se alzó de nuevo, quedaron las campanas colgadas de un gran olmo que hacía las funciones de campanario.
La nueva torre consta de dos partes diferenciadas, una que hace la función de campanario, en cuya parte superior queda coronado por un cornisamiento sobre el que acaba el muro en punta a modo piñón; y otra que alberga en su parte central el reloj de la iglesia y en su cúspide cuelga una media esfera hueca de hierro que es golpeada por un martillo del mismo material y reproduce el sonido de las campanas.
El interior presenta una planta longitudinal de una sola nave con cubierta a dos aguas. El acceso se encuentra situado en uno de sus laterales, quedando a su izquierda la cabecera que alberga el altar mayor y, frente al mismo, a los pies, queda situado el coro. 
Cuenta con un sencillo retablo policromado dividido en tres partes. En el central aparece Cristo crucificado y en las laterales, sobre peanas y cubiertos con dosel aparecen las figuras de San Antonio con el Niño Jesús y San José también con el Niño.
Entre las obras de imaginería que se cobijan en este lugar, destaca la de San Miguel Arcángel, patrón de Peñascosa que da nombre a la parroquia.

## Fiestas
El 15 de agosto se celebran las fiestas patronales en honor a Nuestra Señora de la Asunción, y el 29 de septiembre en honor a San Miguel Arcángel. 
Los encierros y las corridas en la plaza de toros son el principal aliciente de estas fiestas, famosos en toda la provincia, están cargados del abolengo y tradición taurina típicos de la sierra de Alcaraz. 
También se celebra la festividad de San Isidro Labrador el 15 de mayo.

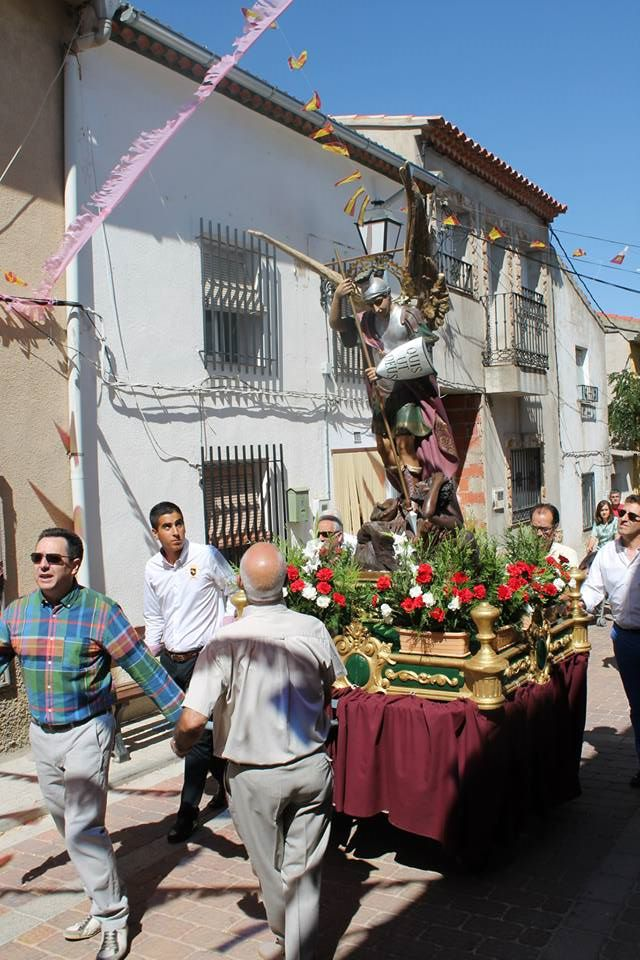
Procesión de San Miguel Arcángel en Peñascosa.

Existe mucha devoción a la Virgen de Cortes, cuyo santuario se halla a 6 km de Peñascosa. Las romerías en su honor se celebran el 26 de agosto y el 8 de septiembre, llenándose la localidad de numerosos romeros y peregrinos que acuden a tan notorio evento.

## Botánica
La mayor parte de los árboles del término municipal son pinos, encinas y robles. Hay algunos ejemplares de abetos y olmos.
Existen varios árboles singulares en el término municipal de Peñascosa. Uno de los más destacados es el Pino del Roble, extraña simbiosis entre un roble y un pino que nace de su tronco. Este árbol forma parte del escudo de la localidad. Se encuentra a unos 5 km de Peñascosa, junto a la pista que conduce a los campamentos del Mal Paso y de la Fuente de la Peña.
Otros árboles singulares son el Pino de la Cañada del Rancho, el Roble Gordo de Caballería, la Carrasca de la Centella, el Pino Tirachinas, el Pino Patón, el Pino Calixto y el Pino de la Cucaña.
Hay también algunos ejemplares de especies protegidas como acebos y orquídeas y algunas especies endémicas en serio peligro.